# ایران در پارالمپیک زمستانی ۲۰۱۰
ایران در بازی‌های پارالمپیک زمستانی ۲۰۱۰ که در ونکوور کانادا برگزار شد تنها با یک ورزشکار در یک رشته ورزشی شرکت نمود و موفق به کسب مدالی نشد.

## رشته‌ها و تعداد شرکت‌کنندگان
| رشته ورزشی  | مردان | زنان | مجموع |
| ----------- | ----- | ---- | ----- |
| اسکی آلپاین | ۱     |      | ۱     |
| مجموع       | ۱     | ۰    | ۱     |

## نتایج با رویداد

### اسکی آلپاین
نشسته مردان
| ورزشکار   | رویداد      | دور ۱          | دور ۲   | مجموع   | رتبه‌بندی |
| --------- | ----------- | -------------- | ------- | ------- | -------- |
| صادق کلهر | مارپیچ کوچک | ۱:۰۳٫۴۳        | ۱:۰۵٫۰۲ | ۲:۰۸٫۴۵ | ۳۴       |
| صادق کلهر | مارپیچ بزرگ | به پایان نبرد. | —       | —       | —        |